# Tatjana Hauptmann

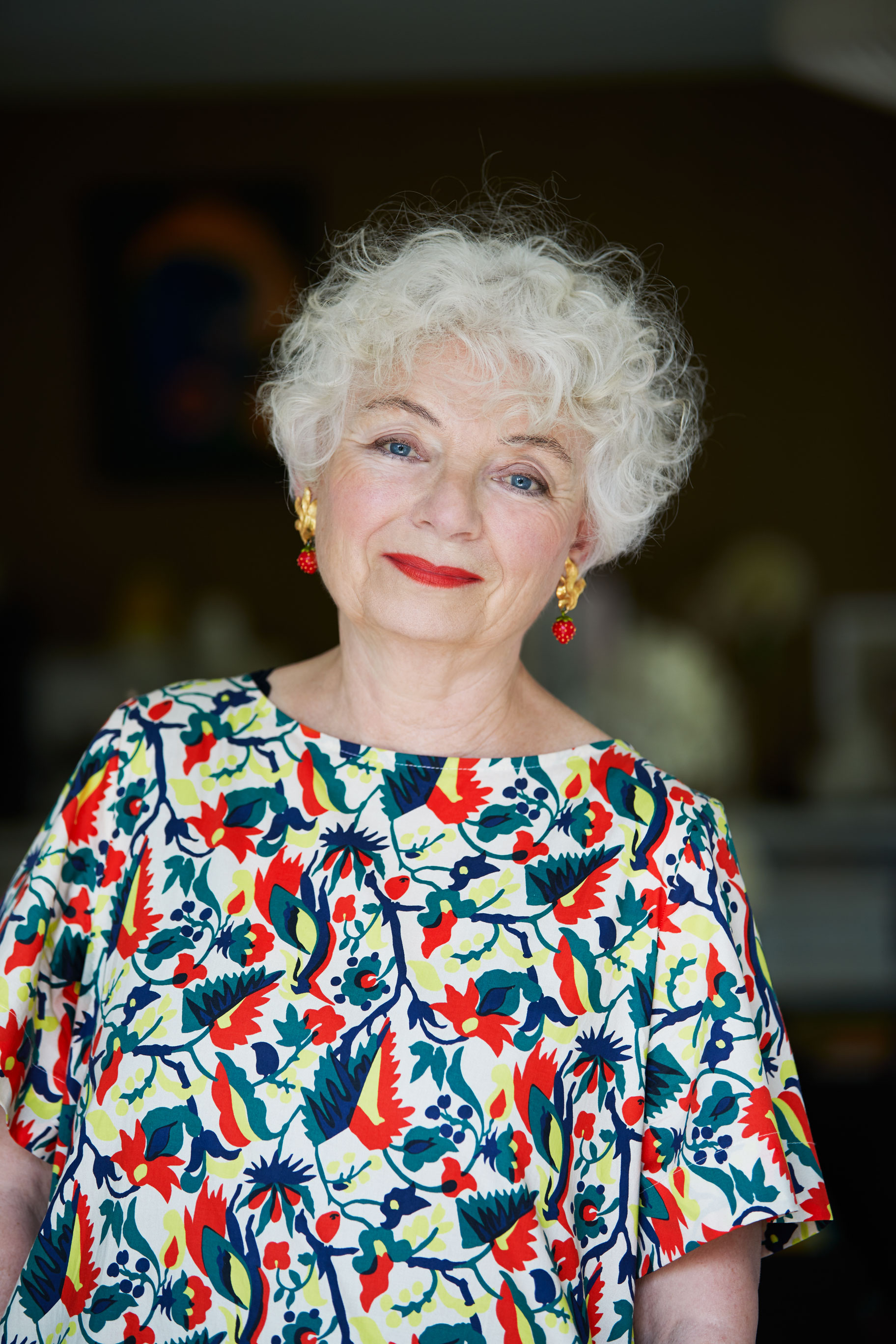
Tatjana Hauptmann (2017)

Tatjana Hauptmann (* 1. Februar 1950 in Wiesbaden) ist eine deutsche Illustratorin und Autorin.

## Werdegang
Tatjana Hauptmann wurde geboren in Wiesbaden als Tochter des russischen Barons und Ingenieurs Nikolai Fjedorowitsch von Sass und einer Tänzerin am Hessischen Staatstheater.
Sie besuchte mit dreizehn die Werkkunstschule Offenbach und studierte später Grafik an der Werkkunstschule Wiesbaden. Ab 1970 zeichnete sie beim ZDF unter anderem Mainzelmännchen.
Ihr erster großer Erfolg war das Bilderbuch Ein Tag im Leben der Dorothea Wutz. Sie illustrierte u. a. Das große Märchenbuch und Das große Ringelnatz-Buch. 2008 erschien das Buch Die schönsten Geschichten aus Tausendundeiner Nacht. Auch hat sie eine Neuausgabe von Mark Twains Tom Sawyer und Huckleberry Finn sowie J.M. Barries Peter Pan farbig illustriert.
Tatjana Hauptmann lebt in der Schweiz bei Zürich und in Graubünden.

## Werke (Auswahl)
- Ein Tag im Leben der Dorothea Wutz, Diogenes, Zürich 1978, ISBN 3-257-00601-2.
- Hurra, Eberhard Wutz ist wieder da! Diogenes, Zürich 1979, ISBN 3-257-00609-8.
- mit Kurt Bracharz: Wie der Maulwurf beinahe in der Lotterie gewann., Diogenes, Zürich 2003, ISBN 978-3-257-00896-8.
- mit Uwe Timm: Die Zugmaus: eine Geschichte. Diogenes, Zürich 1981, ISBN 3-257-00619-5.
- Das große Märchenbuch: Die schönsten Märchen aus ganz Europa. Diogenes, Zürich 1987, ISBN 978-3-257-00685-8.
- Charles Dickens: Weihnachtslied: Eine Gespenstergeschichte. Diogenes, Zürich 2011, ISBN 978-3-257-06791-0.
- Heimliche Hexen: 9 herzlose Märchen mit unheimlichen Zeichnungen von Tatjana Hauptmann. Hanser, München 1992, ISBN 978-3-446-16386-7.
- Adelheid geht in die Oper. Diogenes Verlag, 2004, ISBN 978-3-257-01101-2
- Das große Ringelnatz-Buch: Die schönsten Gedichte und Geschichten. Diogenes, Zürich 2005, ISBN 978-3-257-01012-1
- Kurt Tucholsky: Rheinsberg: Ein Bilderbuch für Verliebte. Diogenes Verlag, 2006, ISBN 978-3-257-23725-2.
- Paare, die passen: Ein Klapp-Vergnügen. Kein & Aber, Zürich 2007, ISBN 978-3-0369-5244-4 (Ein Buch zu 10. Verlagsjubiläum, mit Rotraut S. Berner, Manfred Deix, Alex Scheffler und vielen anderen).
- Urs Widmer: Die schönsten Geschichten aus Tausendundeiner Nacht Diogenes, Zürich 2008, ISBN 978-3-257-01013-8.
- John Irving: Ein Geräusch, wie wenn einer versucht, kein Geräusch zu machen. Diogenes, Zürich 2008, ISBN 978-3-257-01102-9.
- mit Donna Leon und Roberta Pianaro: Bei den Brunettis zu Gast. Rezepte von Roberta Pianaro und kulinarische Geschichten von Donna Leon, aus dem Englischen übersetzt von Christa E. Seibicke und Petra Kaiser, Diogenes, Zürich 2009, ISBN 978-3-257-06728-6.
- Das große Balladenbuch: Die schönsten deutschen Balladen. Diogenes, Zürich 2009, ISBN 978-3-257-01014-5.
- Die Abenteuer von Tom Sawyer und Huckleberry Finn. Diogenes, Zürich 2010, ISBN 978-3-257-00890-6.
- Häuptling Eigener Herd. Heft 42: Seltsame Tiere. Edition Vincent Klink, 2010, ISBN 978-3-927350-40-3.
- Lukas Hartmann: All die verschwundenen Dinge, Diogenes, Zürich 2011, ISBN 978-3-257-01151-7.
- Der kleine Häwelmann. Ein Märchen von Theodor Storm. Diogenes, Zürich 2011, ISBN 978-3-257-01152-4.
- Franz Kafka: Die Verwandlung. Diogenes, Zürich 2012, ISBN 978-3-257-02098-4.
- J.M. Barrie: Peter Pan. Diogenes Verlag, 2016, ISBN 978-3-257-01189-0.

## Auszeichnungen
- Premio Critici in Erba, Bologna, für Ein Tag im Leben der Dorothea Wutz, 1978.[2]
- Ein Tag im Leben der Dorothea Wutz ist schönstes Schweizer Kinderbuch des Jahres im Wettbewerb der schönsten Schweizer Bücher des Departements des Innern, 1978.
- DDR-Preis. Ehrendiplom der internationalen Buchkunstausstellung Leipzig für Ein Tag im Leben der Dorothea Wutz und Hurra, Eberhard Wutz ist wieder da!, 1982.
- An der 17. Tokioter Ausstellung International Children books of originally pictures für Adelheid Schleim, 1982.
- Jacob-Burckhardt-Preis der Goethe-Stiftung Basel für ihr Gesamtwerk, 1983.
- Die von Tatjana Hauptmann illustrierte Ausgabe Die Abenteuer von Tom Sawyer und Huckleberry Finn wurde von der Deutschen Akademie für Kinder- und Jugendliteratur e. V. in Volkach für Oktober zum Buch des Monats gewählt, 2002.

## Galerie

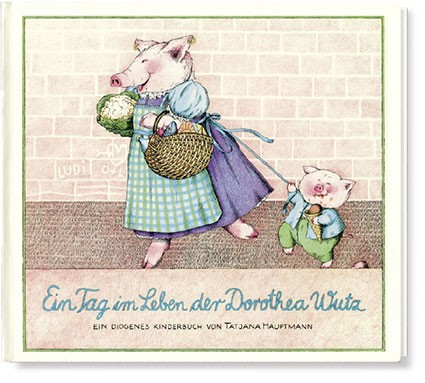
Ein Tag im Leben der Dorothea Wutz
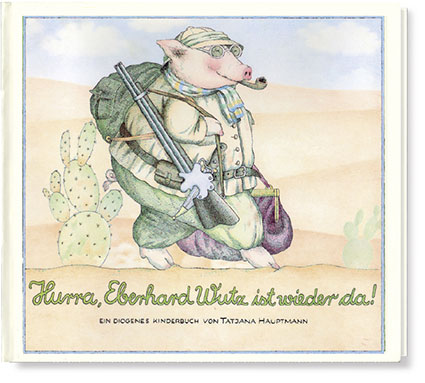
Hurra, Eberhard Wutz ist wieder da!
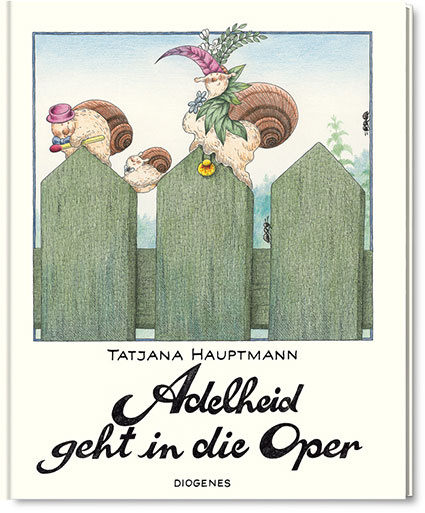
Adelheid geht in die Oper
Peter Pan
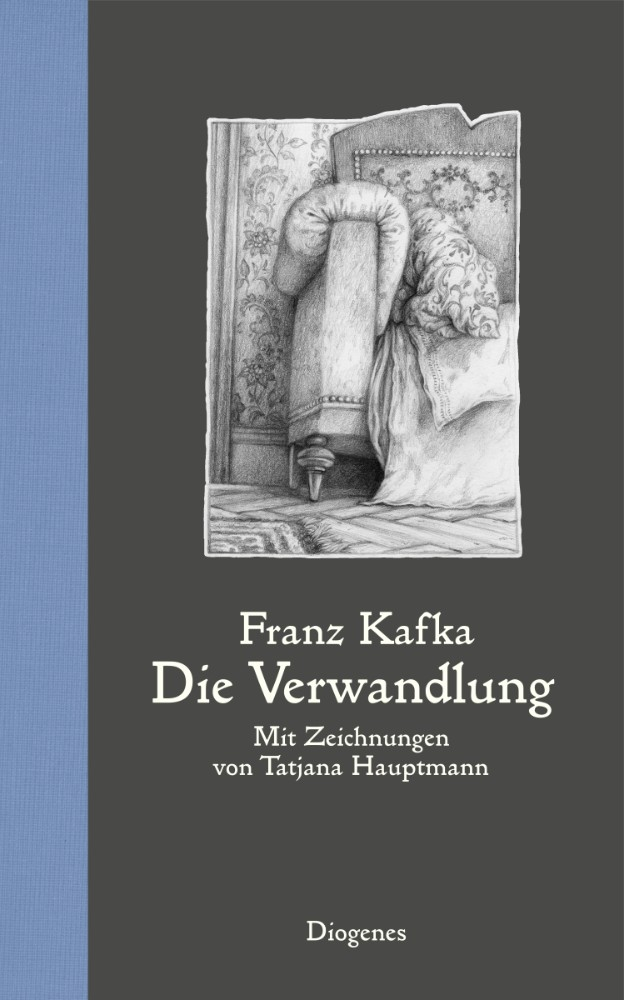
Die Verwandlung
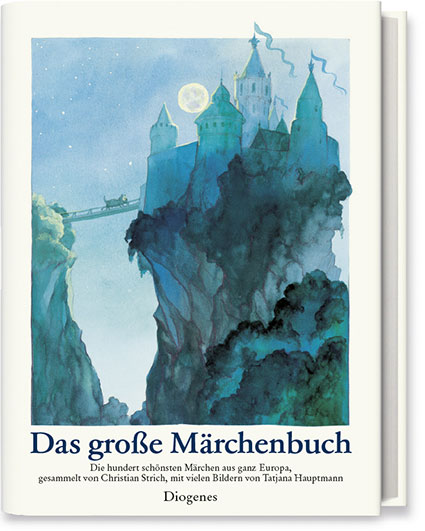
Das große Märchenbuch
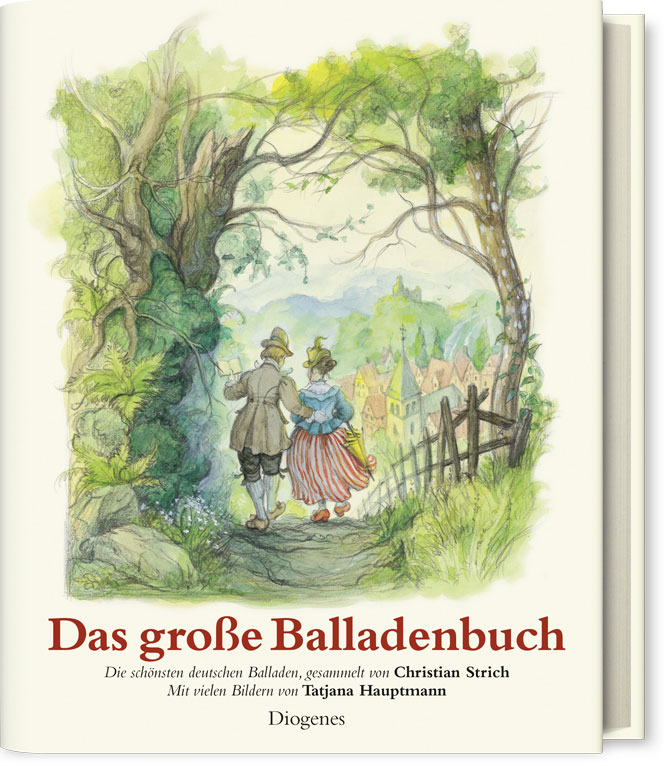
Das große Balladenbuch
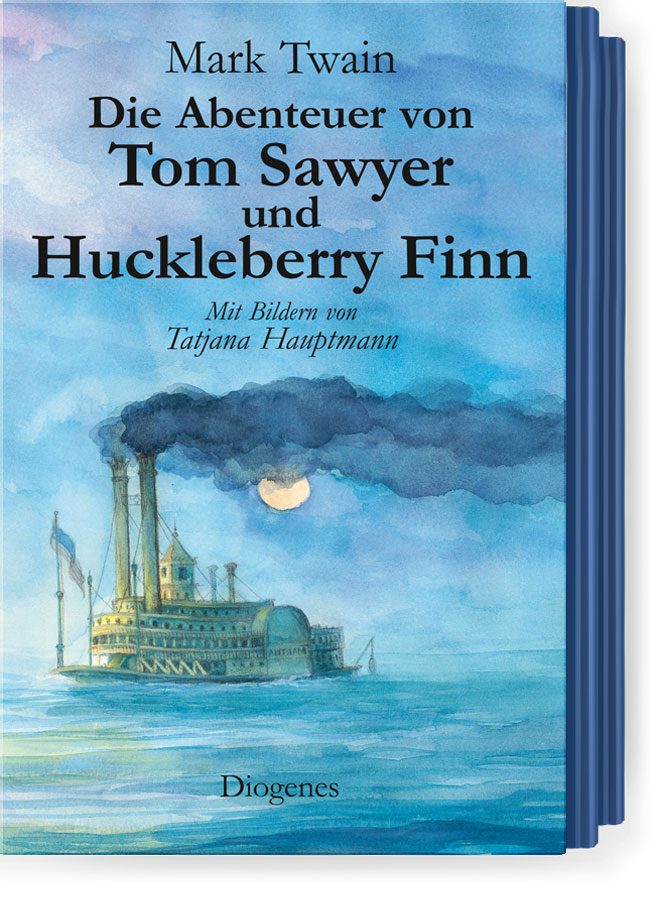
Die Abenteuer von Tom Sawyer und Huckleberry Finn
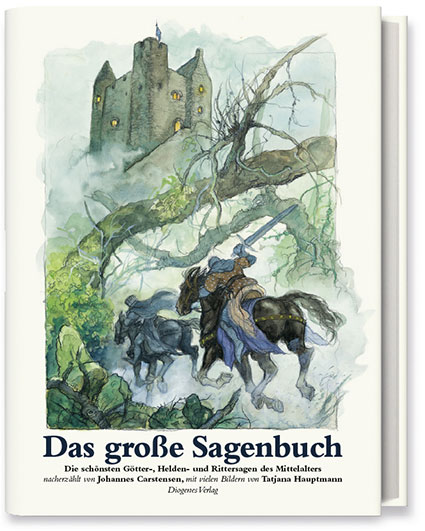
Das große Sagenbuch
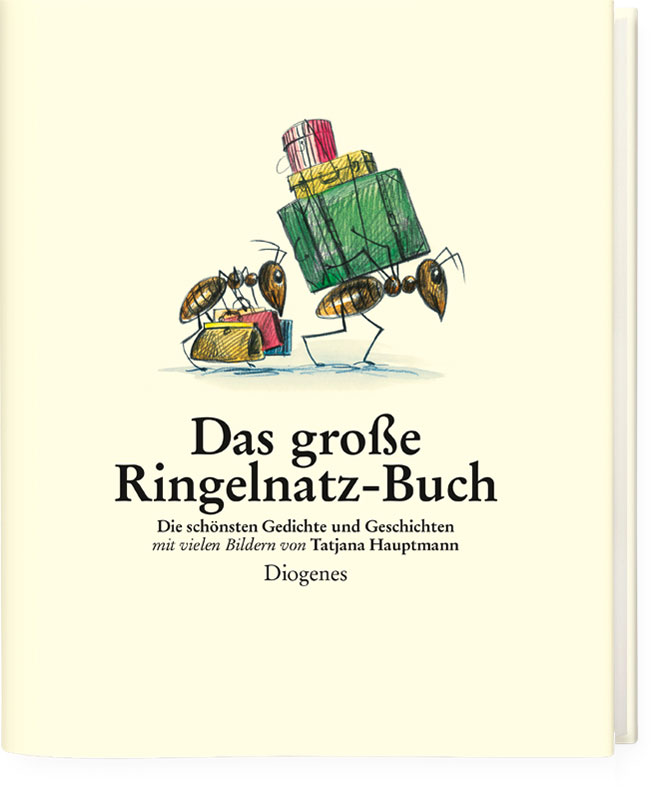
Das große Ringelnatz-Buch
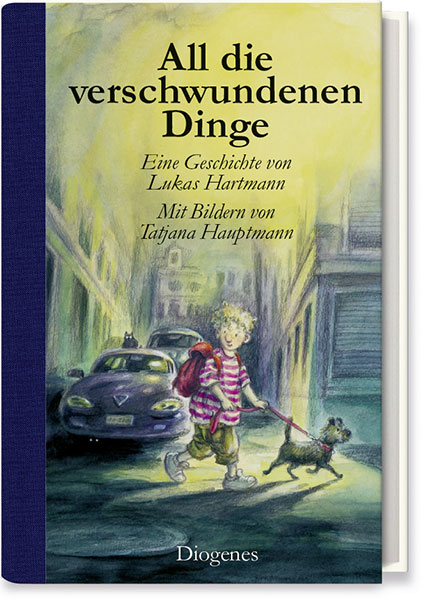
All die verschwundenen Dinge
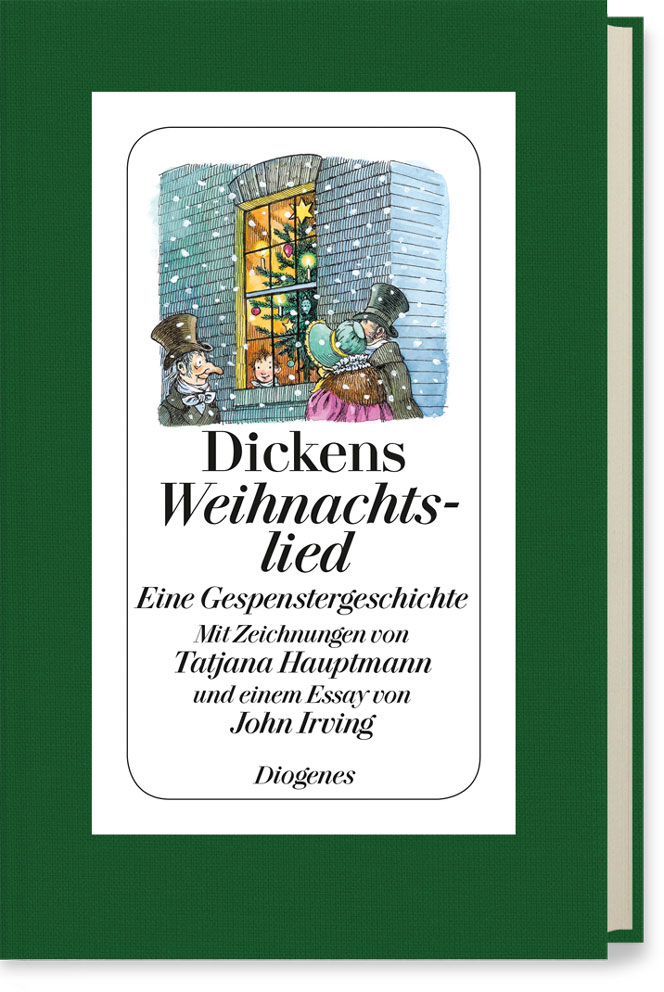
Dickens Weihnachtslied: Eine Gespenstergeschichte
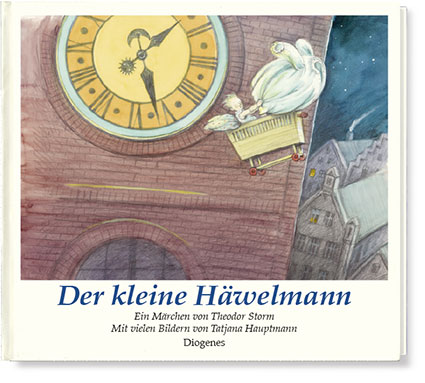
Der kleine Häwelmann
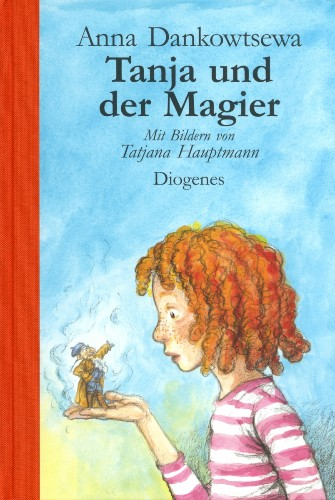
Tanja und der Magier
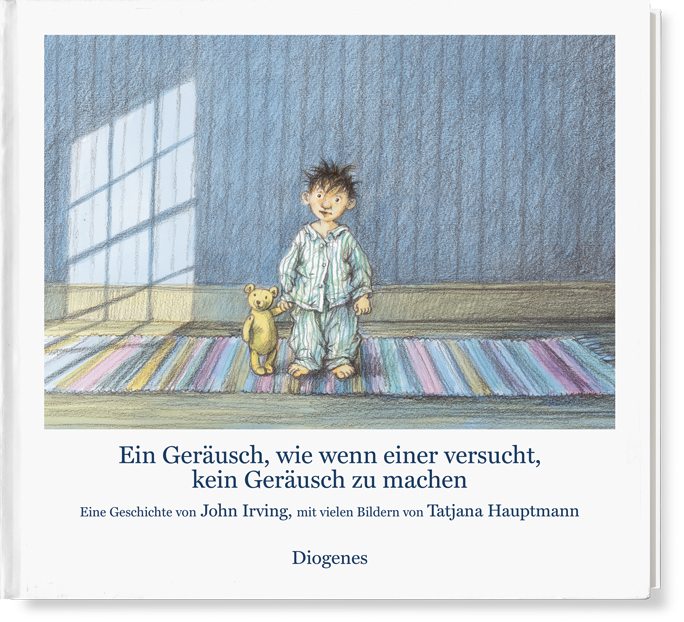
Ein Geräusch, wie wenn einer versucht, kein Geräusch zu machen.
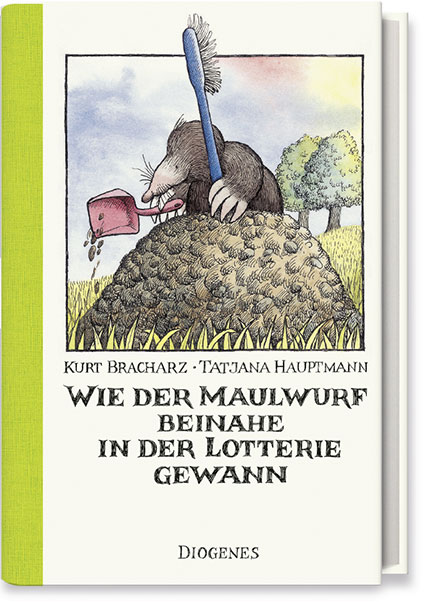
Wie ein Maulwurf beinahe in der Lotterie gewann
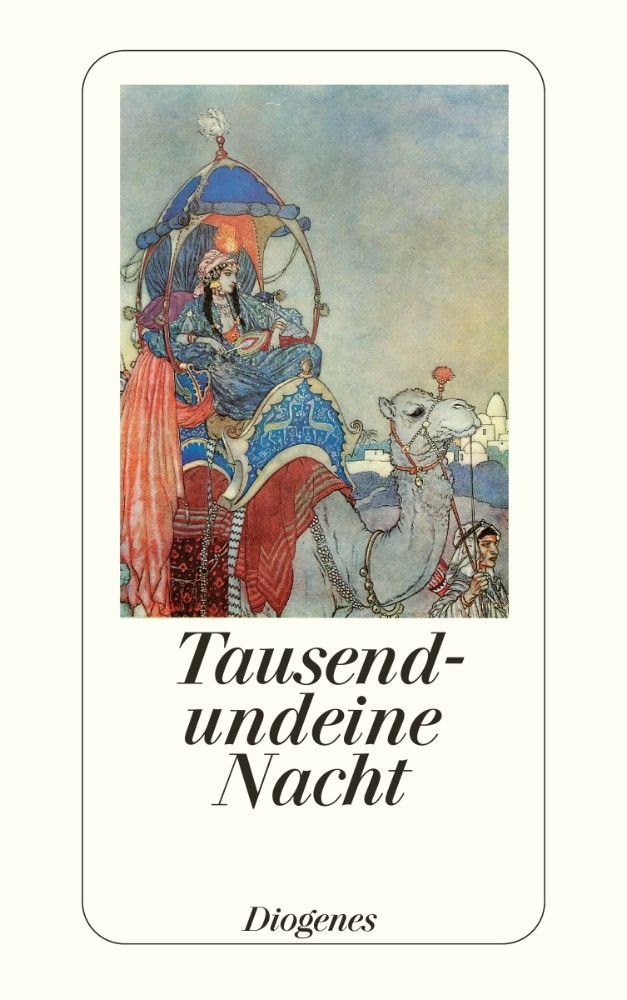
Die schönsten Geschichten aus Tausendundeiner Nacht
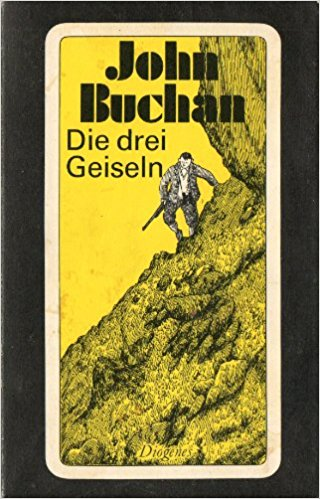
Die drei Geiseln
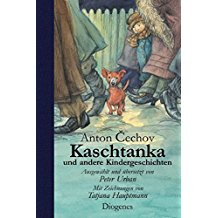
Kaschtanka